# Monte Paramont
Il Mont Paramont (pron. fr. AFI: [paʁamɔ̃]) o Tête de Paramont ([tɛt də paʁamɔ̃]; 3.301 m s.l.m.) è una montagna delle Alpi della Grande Sassière e del Rutor nelle Alpi Graie. Si trova in Valle d'Aosta e sovrasta la Valgrisenche e i comuni de La Salle e di Avise.

## Caratteristiche
La montagna è collocata lungo la cresta che, partendo dalla Testa del Rutor, passa per il Monte Château Blanc e si dirige verso nord. Dai fianchi del monte prende forma il ghiacciaio di Château Blanc.

## Salita alla vetta
Si può salire sulla vetta partendo da La Salle. In auto si può ancora salire alle frazioni Chabodey e La Péra fino dove termina la strada asfaltata. Di qui si continua a piedi e si passa al Bivacco Promoud (2.058 m). Dopo il bivacco si raggiunge il monte Haut pas (2.860 m). Infine si raggiunge la vetta per la cresta nord-ovest.